# Арруда-душ-Вінюш (парафія)
Арруда-душ-Вінюш (порт. Arruda dos Vinhos; МФА: [a.ˈʁu.dɐ duʒ ˈvi.ɲuʃ]) — парафія в Португалії, у муніципалітеті Арруда-душ-Вінюш. Розташована в західній частині країни, на теренах історичної португальської провінції Ештремадура. Входить до складу округу Лісабон. За адміністративним поділом, чинним до 1976 року, терени парафії були складовою провінції Ештремадура. Належить до Лісабонського патріархату Католицької церкви. Патрон — Діва Марія. Площа — 34,3787 км². Населення — 8656 ос. (2011). Слабо урбанізований регіон. Густота населення — 251,78 осіб/км²
. Код — 110202.

## Населення
| Кількість мешканців | Кількість мешканців | Кількість мешканців | Кількість мешканців | Кількість мешканців | Кількість мешканців | Кількість мешканців | Кількість мешканців | Кількість мешканців | Кількість мешканців | Кількість мешканців | Кількість мешканців | Кількість мешканців | Кількість мешканців | Кількість мешканців |
| ------------------- | ------------------- | ------------------- | ------------------- | ------------------- | ------------------- | ------------------- | ------------------- | ------------------- | ------------------- | ------------------- | ------------------- | ------------------- | ------------------- | ------------------- |
| 1864                | 1878                | 1890                | 1900                | 1911                | 1920                | 1930                | 1940                | 1950                | 1960                | 1970                | 1981                | 1991                | 2001                | 2011                |
| 2 012               | 2 005               | 2 445               | 2 286               | 3 022               | 2 397               | 3 708               | 3 912               | 3 724               | 3 960               | 4 098               | 4 439               | 5 009               | 5 835               | 8 656               |